# Sony VAIO UX
Il Sony VAIO UX è un Ultra Mobile Pc (UMPC) dal peso di circa 500 grammi con Touch screen da 4.5 pollici che scorre mostrando una tastiera di tipo QWERTY, processore Intel Core 2 Duo, Bluetooth, Wi-Fi e wide WAN lanciato nel 2006 da Sony e prodotto fino al 2008.
Tra le altre caratteristiche, un sistema di riconoscimento biometrico delle impronte digitali, una fotocamera digitale anteriore e una posteriore, un lettore Memory Stick e la possibilità di collegare il dispositivo a una docking station.
Il VAIO UX si è distinto tra gli UMPC per la sua fascia alta di prezzo, fino a 3.000 euro appena uscito . A caratterizzarlo, l'impugnatura a due mani con l'uso dei pollici per la digitazione .

## Tabella riassuntiva
Dato il notevole numero di modelli comparsi in questa famiglia, eccone un riassunto delle caratteristiche principali.
| Modello        | Processore                       | RAM    | Memoria           | Sistema operativo | Connettività      | Mercato e colore    |
| -------------- | -------------------------------- | ------ | ----------------- | ----------------- | ----------------- | ------------------- |
| VGN-UX50       | Intel Core Solo U1300 1.06 GHz   | 512 MB | 30 GB             | Windows XP Home   | CompactFlash slot | Giappone, Silver    |
| VGN-UX50/80 GB | Intel Core Solo U1300 1.06 GHz   | 512 MB | 80 GB             | Windows XP Home   | CompactFlash slot | Giappone, Silver    |
| VGN-UX90S      | Intel Core Solo U1400 1.2 GHz    | 512 MB | 30 GB             | Windows XP Home   | CompactFlash slot | Giappone, Silver    |
| VGN-UX90S      | Intel Core Solo U1400 1.2 GHz    | 1 GB   | 40 GB             | Windows XP Home   | CompactFlash slot | Giappone, Silver    |
| VGN-UX90S      | Intel Core Solo U1400 1.2 GHz    | 1 GB   | 80 GB             | Windows XP Home   | CompactFlash slot | Giappone, Silver    |
| VGN-UX92       | Intel Core 2 Solo U2200 1.2 GHz  | 1 GB   | 100 GB            | Windows XP Home   | CompactFlash slot | Giappone, Silver    |
| VGN-UX90SSD    | Intel Core Solo U1400 1.2 GHz    | 512 MB | 16 GB Solid State | Windows XP Home   | CompactFlash slot | Giappone, Silver    |
| VGN-UX91S      | Intel Core Solo U1500 1.33 GHz   | 1 GB   | 32 GB Solid State | Windows Vista     | CompactFlash slot | Giappone, Silver    |
| VGN-UX92SSD    | Intel Core 2 Solo U2200 1.2 GHz  | 1 GB   | 64 GB Solid State | Windows XP Home   | CompactFlash slot | Giappone, Silver    |
| VGN-UX180P     | Intel Core Solo U1400 1.2 GHz    | 512 MB | 30 GB             | Windows XP Home   | Cingular EDGE     | Stati Uniti, Silver |
| VGN-UX280P     | Intel Core Solo U1400 1.2 GHz    | 1 GB   | 40 GB             | Windows XP Pro    | Cingular EDGE     | Stati Uniti, Silver |
| VGN-UX280P     | Intel Core Solo U1400 1.2 GHz    | 1 GB   | 80 GB             | Windows XP Pro    | Cingular EDGE     | Stati Uniti, Silver |
| VGN-UX380N     | Intel Core Solo U1500 1.33 GHz   | 1 GB   | 40 GB             | Windows Vista     | Cingular EDGE     | Stati Uniti, Silver |
| VGN-UX390N     | Intel Core Solo U1500 1.33 GHz   | 1 GB   | 32 GB Solid State | Windows Vista     | Cingular EDGE     | Stati Uniti, Black  |
| VGN-UX490N     | Intel Core 2 Solo U2200 1.2 GHz  | 1 GB   | 48 GB Solid State | Windows Vista     | Cingular EDGE     | Stati Uniti, Black  |
| VGN-UX1XN      | Intel Core Solo U1500 1.33 GHz   | 1 GB   | 32 GB Solid State | Windows Vista     | CompactFlash slot | Europa, Black       |
| VGN-UX17GP     | Intel Core Solo U1400 1.2 GHz    | 512 MB | 30 GB             | Windows XP Pro    | CompactFlash slot | Australia, Silver   |
| VGN-UX17TP     | Intel Core Solo U1400 1.2 GHz    | 512 MB | 30 GB             | Windows XP Pro    | CompactFlash slot | Taiwan, Silver      |
| VGN-UX27TN     | Intel Core Solo U1500 1.33 GHz   | 1 GB   | 40 GB             | Windows Vista     | CompactFlash slot | Taiwan, Silver      |
| VGN-UX27GN     | Intel Core Solo U1500 1.33 GHz   | 1 GB   | 40 GB             | Windows Vista     | CompactFlash slot | Giappone, Silver    |
| VGN-UX38GN     | Intel Core Solo U1500 1.33 GHz   | 1 GB   | 32 GB Solid State | Windows Vista     | CompactFlash slot | Singapore, Black    |
| VGN-UX58GN     | Intel Core 2 Solo U2200 1.20 GHz | 1 GB   | 48 GB Solid State | Windows Vista     | CompactFlash slot | Singapore, Blue     |

### Caratteristiche comuni
Tutti i modelli hanno in comune queste caratteristiche:
- Touchscreen 4.5 pollici XBrite TFT LCD con risoluzione dello schermo 1024x600
- Intel Graphics Media Accelerator GMA 950 (128-256 MB di memoria condivisa)
- Slot Memory Stick Duo
- Wi-Fi 802.11b/g integrato e Bluetooth
- Sistema di riconoscimento biometrico delle impronte digitali
- Doppia fotocamera digitale anteriore e posteriore

I modelli americani usano una RAM da 400 MHz, mentre tutti gli altri ne usano una da 533.

## Riferimenti nella cultura di massa

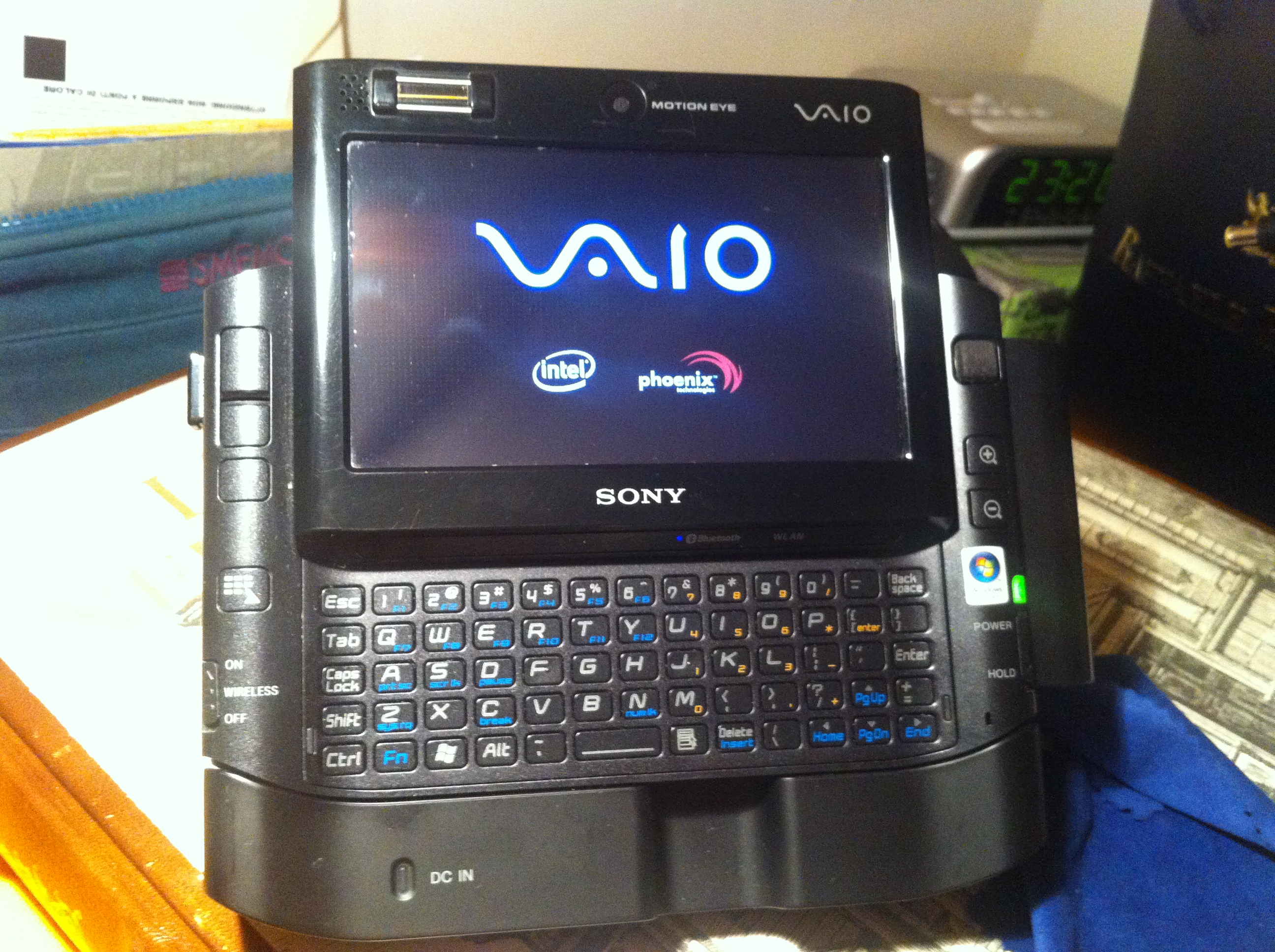

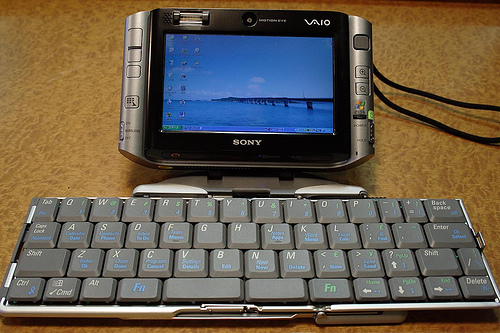

- Un Vaio UX nero viene utilizzato da John Connor in Terminator Salvation per rintracciare il telefonino di Kyle Reese mentre è tenuto prigioniero da Skynet.
- Un Vaio UX è inserito nel video musicale della canzone Sweetest Girl (Dollar Bill) di Wyclef Jean. Il Vaio UX comunica a Wyclef Jean che deve salvare la "sweetest girl" dalla deportazione in uno Stato nemico.
- Rodney McKay ne usa uno in molti episodi di Stargate Atlantis.
- Bill Tanner ne usa uno nel film del 2008 Quantum of Solace.
- Nella canzone Same Girl, R. Kelly osserva le foto di una ragazza su un Sony VGN-UX 390 di Usher[3]
- Un Vaio UX viene usato come dispositivo di armamento nucleare in un episodio della sesta stagione di 24.
- Un Sony Vaio UX è usato dal cattivo in Il superpoliziotto del supermercato.
- Riley Poole usa un Vaio UX nel film Il mistero dei Templari mentre cattura il video della telecamera di sicurezza della Dichiarazione di indipendenza degli Stati Uniti d'America e nel sequel Il mistero delle pagine perdute mentre si infiltra a Buckingham Palace.
- Nel film La Pantera Rosa 2, Kenji utilizza un Sony Vaio UX quando il Super Team internazionale svolge indagini sulla scena del crimine dopo il furto del diamante La Pantera Rosa.
- Nella puntata 15 della 5ª Stagione di Detective Monk uno degli agenti FBI utilizza un Vaio UX per il controllo di un semaforo.